# توماس ماكسويل (لاعب كريكت)
توماس ماكسويل (15 مارس 1903 بوستمنستر في المملكة المتحدة - 27 مارس 1970 في المملكة المتحدة) (بالإنجليزية: Thomas Maxwell)‏ هو لاعب كريكت بريطاني وبريطاني (وحمل سابقاً جنسية المملكة المتحدة لبريطانيا العظمى وأيرلندا). لعب مع المقاطعات الوطنية للكريكيت الإنجليزي والويلزي ‏.

## وصلات خارجية
- توماس ماكسويل على موقع إي آس بي آن كريك إنفو (الإنجليزية)